# Rota der Apostolischen Nuntiatur in Spanien
Die Rota der Apostolischen Nuntiatur in Spanien (spanisch Tribunal de la Rota de la Nunciatura Apostólica en España; lateinisch Tribunal Rotae Nuntiaturae Apostolicae in Hispania; kurz Spanische Rota) ist ein Gericht der römisch-katholischen Kirche mit Sitz bei der Apostolischen Nuntiatur in Madrid.

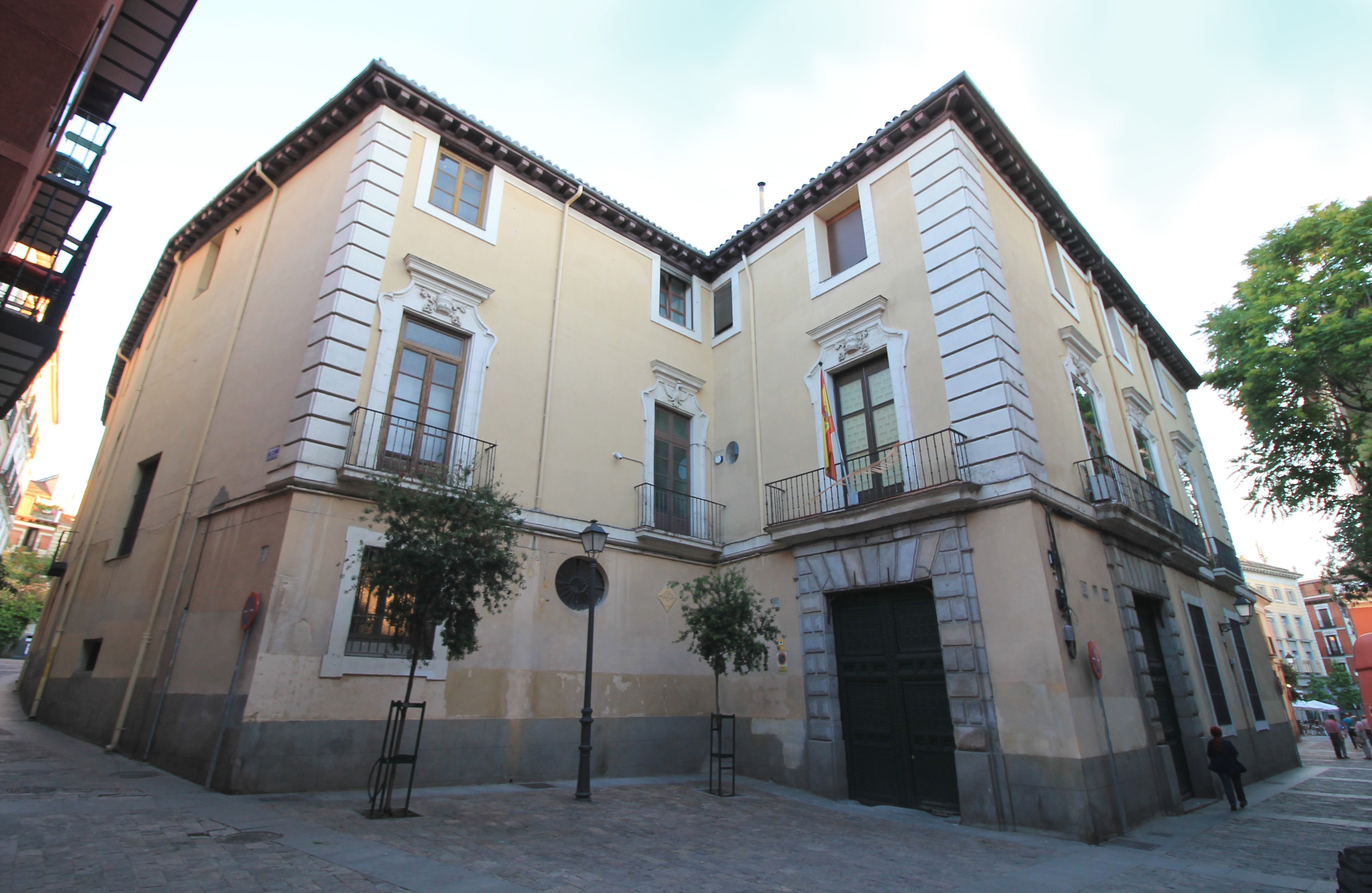
Gebäude der Spanischen Rota in Madrid

## Geschichte
Ein Vorgänger der Spanischen Rota ist bereits in Dokumenten des Nuntius Girolamo da Schio aus dem Jahr 1529 belegt. Als Privileg an Spanien wurde sie durch Motu proprio von Papst Clemens XIV. im Jahr 1771 geschaffen. 1932/33 wurde sie aufgelöst, nachdem die Regierung Azaña ihr die zivilrechtlichen Kompetenzen in Eheangelegenheiten entzogen hatte; 1947 wurde sie von Pius XII. neu gegründet.

## Organisation
Die derzeitige Organisation der Spanischen Rota beruht auf Normen aus dem Jahr 1999. Bei der Rota sind sieben Richter (Auditoren) tätig; einer von ihnen ist als Primus inter pares der Dekan (Normen Art. 2). Die Fälle werden jeweils in einem Kollegium (Turnus) aus drei Richtern behandelt (Normen Art. 20). Der Dekan leitet das Gericht (Normen Art. 18); der Nuntius führt die Aufsicht wie ein Bischof über sein Gericht (Normen Art. 15). Zum Personal der Rota gehören auch ein Kirchenanwalt (Promotor iustitiae), ein Verteidiger des Ehebands bzw. der Ordination und deren Stellvertreter (Normen Art. 8).

### Dekane seit 1948
- 1948–1950 Monreal y Oliver, Santiago
- 1950–1960 Miguélez Domínguez, Lorenzo
- 1960–1960 Morera Sabater, José
- 1960–1969 Prieto Rodriguez, Heriberto J.
- 1969–1972 López Ruyales, Desiderio
- 1972–1975 Pérez Mier, Laureano
- 1975–1976 Del Amo Pachón, León
- 1976–2000 García Faílde, Juan José[3]
- 2000–2005 Gil de las Heras, Feliciano[4]
- 2005–2009 Panizo Orallo, Santiago
- seit 2009 Morán Bustos, Carlos Manuel

## Zuständigkeit
Die spanische Rota entscheidet in Angelegenheiten aus Spanien
- in zweiter Instanz, wenn in erster Instanz das Gericht eines Metropolitanbistums oder eines immediaten Erzbistums entschieden hat (Normen Art. 37 § 1 a; vgl. can. 1438 n. 2 CIC); ausnahmsweise auch, wenn in erster Instanz ein suffraganes Gericht entschieden hat (Normen Art. 37 § 3)
- in dritter Instanz, wenn in zweiter Instanz ein Metropolitangericht, ein interdiözesanes Gerichte zweiter Instanz oder die Spanische Rota selbst entschieden hat (Normen Art. 37 § 1 b)
- in höherer Instanz (Normen Art. 37 § 1 c)
- ausnahmsweise auch in erster Instanz (Normen Art. 37 § 2).

Ausgeschlossen sind Angelegenheiten, die den römischen Gerichten vorbehalten sind (Normen Art. 35; vgl. cann. 1405, 1445 CIC). Die Zuständigkeit der Spanischen Rota ist nicht ausschließlich, insbesondere kann wahlweise die Berufung auch direkt an die Römische Rota gehen (Normen Art. 38).